# Hollmortgraben
Der Hollmortgraben ist ein etwa 3 km langer Wassergraben, der an der Grenze der westfälischen Landkreise Gütersloh und Warendorf in den Speckengraben fließt. Der Speckengraben ist ein rechter Nebenfluss der Hessel und mündet bei Sassenberg in diese. Der Hollmortgraben befindet sich im Hollmort, einer Bauerschaft in Peckeloh.